# 庄长兴
庄长兴（1962年11月16日—），男，汉族，陕西勉县人，中华人民共和国政治人物。陕西省宝鸡供销商业学校（今陕西省第二商贸学校）财会专业毕业，中共中央党校研究生学历，高级管理人员工商管理硕士，经济师。

## 生平
1981年7月参加工作，1983年5月加入中国共产党。历任陕西省商业厅人事劳资处干事、副科长兼厅团委书记，省供销合作社人事教育处干事、社团委书记、主任科员，陕西省团校（青年职业学院）办公室副主任、主任、秘书长、院务委员、副校长（副院长），共青团陕西省委副书记、省少工委主任，省青联主席，省政协常委、社会与法制委员会副主任等职务。
2000年2月，任共青团陕西省委书记，省青联主席，2005年5月，任陕西省人民政府副秘书长、办公厅党组成员。2008年2月，任中共咸阳市委副书记、代市长、市长。2011年1月，任中共渭南市委书记。
2013年1月，任陕西省人民政府副省长。2017年3月，任中共陕西省委常委、宣传部部长。2017年5月，辞去陕西省人民政府副省长职务。2018年10月，任中共陕西省委常委、政法委书记。
2022年1月，当选为陕西省人大常委会副主任。